# Actia nigrapex
Actia nigrapex är en tvåvingeart som beskrevs av Louis-Paul Mesnil 1977. Actia nigrapex ingår i släktet Actia och familjen parasitflugor.
Artens utbredningsområde är Madagaskar. Inga underarter finns listade i Catalogue of Life.